# Virtajärvi
Virtajärvi är en sjö i Finland. Den ligger i kommunen Suomussalmi i landskapet Kajanaland, i den nordöstra delen av landet, 600 km norr om huvudstaden Helsingfors. Virtajärvi ligger 220,3 meter över havet. Den är 12,83 meter djup. Arean är 69,9 hektar och strandlinjen är 5,99 kilometer lång. Sjön  ingår i Uleälvens huvudavrinningsområde. 